# Grom (album)
Grom – drugi studyjny album grupy muzycznej Behemoth. Wydawnictwo ukazało się w 1996 roku nakładem wytwórni muzycznej Solistitium Records. Płyta została zrealizowana w gdańskim Warrior Studio przy pomocy Krzysztofa "Krisa" Maszoty w grudniu 1995 roku. Był to pierwszy album zespołu na którym znalazły się utwory zaśpiewane w języku polskim, a także ostatni zarejestrowany z udziałem współzałożyciela grupy Adama "Baala" Muraszko.

## Lista utworów
Opracowano na podstawie materiału źródłowego.
| Nr | Tytuł utworu                                              | Słowa                | Muzyka      | Długość |
| -- | --------------------------------------------------------- | -------------------- | ----------- | ------- |
| 1. | „Intro”                                                   | utwór instrumentalny | Adam Darski | 1:35    |
| 2. | „The Dark Forest (Cast Me Your Spell)”                    | Adam Darski          | Adam Darski | 7:06    |
| 3. | „Spellcraft and Heathendom”                               | Adam Darski          | Adam Darski | 4:51    |
| 4. | „Dragon's Lair (Cosmic Flames and Four Barbaric Seasons)” | Adam Muraszko        | Adam Darski | 5:56    |
| 5. | „Lasy Pomorza”                                            | Adam Darski          | Adam Darski | 6:26    |
| 6. | „Rising Proudly Towards the Sky”                          | Adam Muraszko        | Adam Darski | 6:53    |
| 7. | „Thou Shalt Forever Win”                                  | Adam Darski          | Adam Darski | 6:38    |
| 8. | „Grom”                                                    | Adam Darski          | Adam Darski | 5:28    |
|    |                                                           |                      |             | 44:53   |

## Twórcy
Opracowano na podstawie materiału źródłowego.
| Zespół Behemoth w składzie - Adam "Nergal" Darski - śpiew, gitara, gitara akustyczna - Adam "Baal" Muraszko - perkusja, wokal wspierający - Leszek "Les" Dziegielewski - gitara basowa |  | Dodatkowi muzycy - Piotr Weltrowski - instrumenty klawiszowe - "Celina" - śpiew Produkcja - Krzysztof "Kris" Maszota - inżynieria dźwięku - Dark Arts (David Thiérrée) - okładka |

## Wydania
| Rok  | Nr katalogowy | Format | Wytwórnia              | Kraj   |
| ---- | ------------- | ------ | ---------------------- | ------ |
| 1996 | SOL 005       | CD     | Solistitium Records    | Europa |
| 2005 | MMP CD 0168   | CD     | Metal Mind Productions | Polska |
| 2005 | MMP LP 0168   | LP     | Metal Mind Productions | Polska |